# Cinema muto d'avanguardia

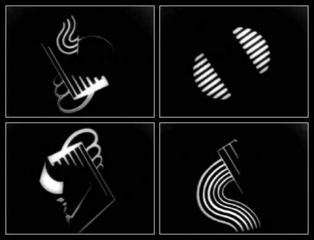
Diagonal-Symphonie, film astratto di Viking Eggeling, 1923

Il periodo del cinema muto d'avanguardia è una fase della storia del cinema che va grossomodo dal 1909 fino circa all'avvento del sonoro (1929) e che riguarda fondamentalmente il cinema europeo, sebbene non manchino esempi di produzione extraeuropea, come nel caso del Giappone. Gli artisti delle avanguardie italiane, russe, francesi, tedesche, scandinave e giapponesi usarono il cinema per creare spettacoli visivi che si allontanavano dall'allora dominante cinema narrativo-commerciale, per creare uno spettacolo visivo nuovo. Il cinema d'avanguardia fu un cinema ribelle, sovversivo e dissacrante, che non produsse molte opere, ma che ebbe un fondamentale impatto sugli sviluppi successivi della settima arte.
Il cinema, in quanto mezzo giovane e "senza passato", fu scelto dagli artisti come mezzo privilegiato per scoprire nuovi orizzonti. In questo senso il cinema d'avanguardia non fu una forma di spettacolo, ma una vera e propria arte visuale, più simile al cinema delle attrazioni che al cinema narrativo. 

## Storia
Le avanguardie dei primi decenni del Novecento ebbero un forte impatto in tutte le arti figurative e performative. I cambiamenti riguardarono innanzitutto la vita e la cultura dell'epoca, grazie alle novità tecnologiche, tra le quali grandissimo impatto ebbero i mezzi di trasporto meccanici: treno, automobile e aeroplano. Si può immaginare quanto stimolante dovesse apparire la visione che si può avere da un finestrino di uno di questi mezzi dove il paesaggio cambia veloce e continuo, come su una sorta di schermo cinematografico. Il tema del sogno della macchina fu uno dei temi basilari dell'epoca, dove tutta la città appariva come una grande macchina vivente, alimentata dalla grande promessa dell'elettricità, che poteva liberare l'uomo dal peso del lavoro. 
I primi a sognare una rivoluzione attraverso le macchine furono i futuristi italiani, seguiti dalle avanguardie francesi (cubismo e dadaismo), russe (che legavano le nuove tecnologie alla nuova società socialista dopo la rivoluzione), tedesche (dove il tema della macchina assunse toni più tenebrosi) e scandinave.
Il cinema in particolare godette di una speciale attenzione da parte degli artisti d'avanguardia, per la sua relativa giovinezza, per la velocità e la duttilità del suo linguaggio e per la straordinaria presa sugli spettatori. I primi film d'avanguardia però non potevano rifarsi al modello narrativo-commerciale dell'industria cinematografica che proprio in quegli anni andava consolidandosi: essi cercavano anzi di frantumare i modelli noti, cercando la trasgressione, lo scandalo, la rottura degli stereotipi e del perbenismo.

## Italia

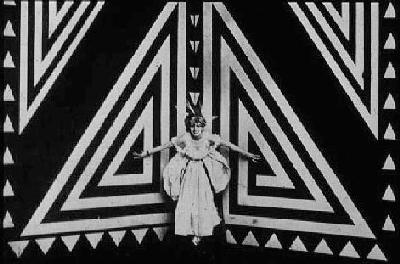
Thaïs, 1917

Il primo salto verso la modernità ebbe luogo in Italia con il Manifesto del futurismo del 1909, dove Marinetti sosteneva, tra l'altro, che una "rombante automobile" era più bella del simbolo di bellezza classica più noto, la Nike di Samotracia. Il Manifesto della cinematografia futurista comparve solo nel 1916, firmato da Marinetti, Corra, Ginna, Balla, Chiti e Settimelli. Vi si sosteneva che il cinema era "per natura" arte futurista, grazie alla mancanza di un passato e di tradizioni, ma non si apprezzava il cinema narrativo "passatissimo", cercando invece un cinema fatto di "viaggi, cacce e guerre", all'insegna di uno spettacolo "antigrazioso, deformatore, impressionista, sintetico, dinamico, parolibero". Nelle loro parole c'è tutto un entusiasmo verso la ricerca di un linguaggio nuovo slegato dalla bellezza tradizionale, che era percepita come un retaggio vecchio e soffocante. 
La produzione di film d'avanguardia futuristi fu piuttosto limitata, come per le sperimentazioni successive, e in particolare per il futurismo molte opere sono andate perdute. Tra le opere più significative ci furono Vita futurista del 1916 o Thaïs del 1917. 

## Russia

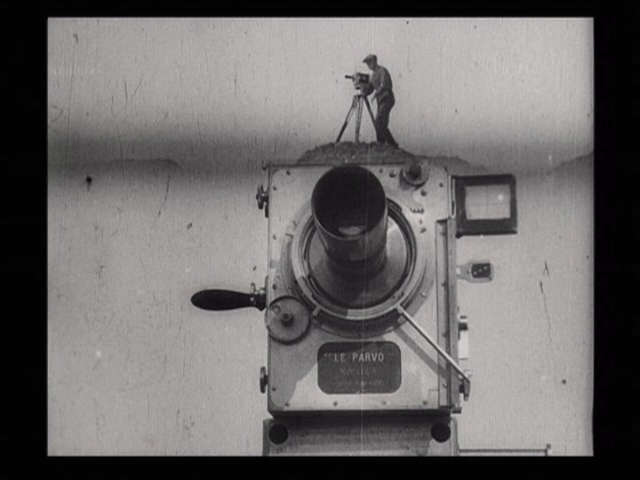
L'uomo con la macchina da presa (1929): Dziga Vertov in una sovrimpressione sulla sua telecamera

Anche in Russia si ebbe un movimento futurista, ma per questi artisti il cinema non è strumento per incarnare i "meravigliosi capricci" della modernità, ma è l'incarnazione dei nuovi ideali rivoluzionari di libertà, modernità e rinnovamento. A differenza degli italiani, i futuristi russi non volevano estetizzare la vita, ma si proponevano di rinnovare sia l'arte sia la vita, creando un'arte nuova per un mondo nuovo, il mondo della rivoluzione socialista.
Grande teorico del rinnovamento fu Viktor Šklovskij, che formulò la teoria dello straniamento dove un cambiamento improvviso del punto di vista nell'opera d'arte portava a nuove frontiere. Egli teorizzò anche il primato della forma nelle arti, dando origine alla grande scuola teorica del formalismo: ciò che contava non era il contenuto delle opere, ma la loro perfezione formale.
I grandi cineasti russi della nuova stagione (Kulešov, Vertov, Eizenštein, Pudovkin, Dovženko) partirono tutti da un rifiuto verso lo spettacolo tradizionale, dove lo spettatore è un soggetto passivo e inerte, a favore di un cinema-festa, dove lo spettatore è continuamente stimolato dai cambiamenti e le nuove invenzioni. Tra le tecniche teorizzate e sperimentate ci furono quelle del Cine-occhio di Vertov, quella del Cine-pugno e del montaggio delle attrazioni di Ejzenstejn.

## Francia

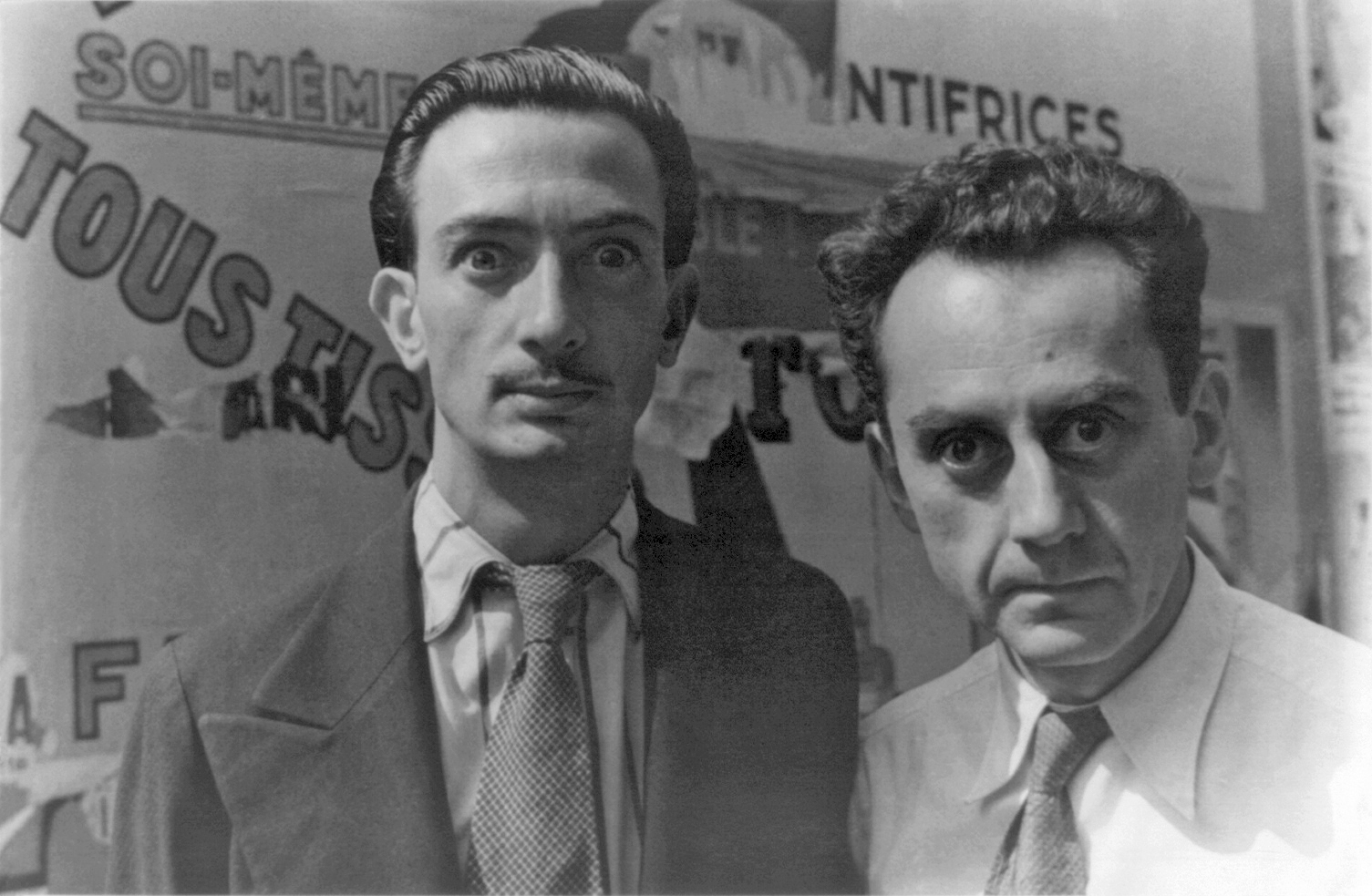
Salvador Dalí e Man Ray a Parigi nel 1934

Anche in Francia il cinema visse negli anni Venti una grande stagione di novità e rivoluzioni, anche se, rispetto alla Russia, le avanguardie francesi avevano una natura meno ideologico-sociale e più filosofica, fantastica, interessata alle connessioni tra soggettività e oggettività. La produzione cinematografica d'avanguardia si legò ai principali movimenti artistici in corso, anzi furono spesso gli stessi pittori, scultori, fotografi a produrre film sperimentali. Dall'uso frequente e innovativo dei vecchi effetti speciali (mascherini, sovrimpressioni, accelerazioni, ralenti, ecc.) nacque un nuovo linguaggio, che, nonostante il suo contenuto rivoluzionario, venne poi filtrato e sviluppato nel successivo cinema moderno e nel metalinguaggio, che ebbe il culmine nella Nouvelle Vague.

## Germania

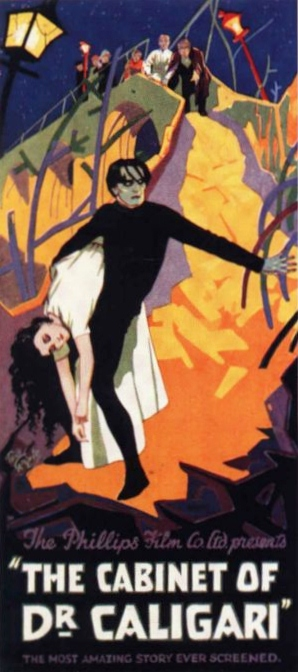
Un manifesto per Il gabinetto del dottor Caligari (1919)

La situazione tedesca era molto più drammatica di quella francese dal punto di vista economico, sociale e politico, influenzando inevitabilmente la cultura dell'epoca. Il cinema tedesco dell'epoca creava mondi di sogno o, più spesso, d'incubo, che tanto sono stati fonte d'ispirazione per il cinema successivo, basti pensare all'horror contemporaneo. 
L'elemento chiave per i registi tedeschi non era il montaggio, come per i russi e in parte per i francesi, ma piuttosto la singola inquadratura, che veniva composta come un vero e proprio quadro, chiuso su se stesso in maniera quasi angosciante. Inoltre venne sviluppato il movimento della cinepresa, finora usato in maniera molto limitata, che diventa uno strumento per studiare i personaggi e l'ambiente. La Germania ebbe un movimento di avanguardia pura, il cinema astratto, e almeno tre movimenti di cinema narrativo: l'espressionismo, il Kammerspiel e la Nuova oggettività. Tra i grandi maestri di questa stagione vi furono Friedrich Wilhelm Murnau, Georg Wilhelm Pabst e Fritz Lang.

## Scandinavia
Il cinema scandinavo era erede della grande tradizione drammatica della Scandinavia, con autori quali Ibsen o Strindberg. Maestro della scuola scandinava fu Victor Sjöström, che seppe dare un grandioso valore al paesaggio come elemento drammatico dei film. Ne I proscritti (1917) il paesaggio nordico ha la forza di un personaggio, che viene paragonato al volto degli attori: la durezza del primo si rispecchia nei secondi e moltiplica la sofferenza umana. L'uomo è vittima della natura e porta su di sé, in particolare sul viso, i segni di questa violenza primordiale. Anche dopo essere emigrato negli Stati Uniti realizzò film di grande pathos, come Il vento, dove il deserto americano ha un ruolo fondamentale nella storia.

## Giappone
Il Giappone, uno dei pochi paesi non occidentali che in quegli anni era riuscito a modernizzarsi arrivando a porsi alla pari con le grandi potenze internazionali dell'epoca, riuscì a proporre una ricca produzione cinematografica sin dai primi del Novecento.
Il gruppo d'avanguardia letteraria dei neo-percezionisti (Shinkankakuha), che vide coinvolti alcun importanti autori giapponesi come Yasunari Kawabata e Riichi Yokomitsu, si dedicò nel 1926 alla produzione di un lungometraggio muto sperimentale, con la regia di Teinosuke Kinugasa e la sceneggiatura dello stesso Kawabata (poi premio Nobel per la letteratura nel 1968): "Una pagina di follia" (Kurutta ippeiji), ambientato in un ospedale psichiatrico. Lo stile del film, pur se girato con mezzi molto limitati, sperimenta con abilità nuove tecniche di ripresa e montaggio, riuscendo a porsi come uno dei migliori esempi di cinemotagrafia d'avanguardia dell'epoca. Dato per perso nei decenni successivi, dopo il ritrovamento delle pizze originali negli anni '70, il film poté essere presentato anche a un pubblico occidentale, riscuotendo notevole interesse.